# Pianokwintet (Bax)
Arnold Bax voltooide zijn enige Pianokwintet op 13 april 1915. Het werk staat in g mineur.
Bax reageerde met dit werk op de dreigende uitbraak van de Eerste Wereldoorlog. Toen hij deel 1 op papier had, waren er nog onderhandelingen gaande om een grootschalige oorlog te voorkomen. Ook het langzame deel vloeide vlot uit zijn hand. Toen de oorlog op 28 juli 1914 uitbrak stokte het componeren. Pas in april 1915 rondde Bax het werk af. Daarna was het wachten op een gelegenheid tot uitvoering. Die kwam pas nadat Bax verliefd was geworden op de pianiste Harriet Cohen. Zij was dan ook de pianist die het werk in het Savoy Hotel met het English String Quartet uitvoerde voor een vriendenclub (19 december 1917). De eerste publieke uitvoering kwam pas op 12 mei 1920 door Fanny Davies en het Bohemian String Quartet. De muziek is geschreven voor piano, 2 violen, altviool en cello.
Het kwintet is geschreven in drie delen met de typisch door Bax aangehouden terminologie (mengeling van Engels en Italiaans) voor de delen:
- Tempo moderato, con passione (Passionate and rebellious); poco piu lento – moderato
- Slow and serious (lento serioso)
- Moderato tempo (tempo moderato) – Allgero vivace - Più largamente – Tempo del introduzione – Lento con grand espressione.

Zowel de uitgave van Chandos als Naxos vermeldden dat dit werk een opstap vormde voor Bax’ latere orkestwerken. De thematiek van het werk is terug te vinden in deel 1 en 3, bovendien zijn de voor Bax kenmerkende Ierse invloeden hoorbaar.
Bax droeg het werk op aan Edwin Evans, een muziekcriticus met een zwak voor Bax' werk. 